# Mesens
Mesens (en francès Mézens) és un municipi francès situat al departament del Tarn i a la regió d'Occitània. Limita amb el municipi de Sant Somplesi.

## Demografia
| 1962                                       | 1968 | 1975 | 1982 | 1990 | 1999 | 2006 |
| ------------------------------------------ | ---- | ---- | ---- | ---- | ---- | ---- |
| 245                                        | 266  | 258  | 249  | 279  | 310  | 386  |
| Des de 1962: població sense dobles comptes |      |      |      |      |      |      |

## Administració
| Període | Identitat       | Partit |
| ------- | --------------- | ------ |
| 1983-   | Raymond Favarel |        |